# Blue Rodeo
 (septembre 2021).

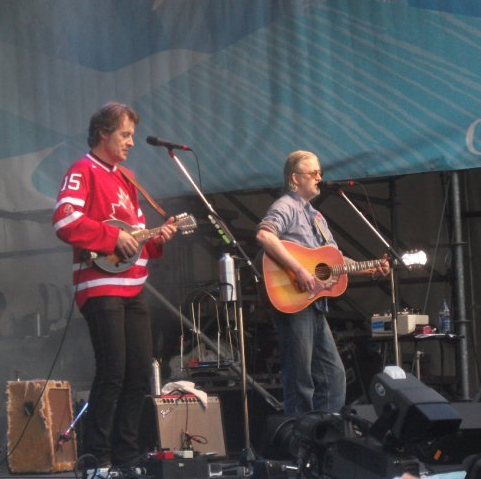
Blue Rodeo en concert à Whistler le 28 février 2010.

Blue Rodeo est un groupe country rock canadien formé en 1984 à Toronto.
Le groupe comprend les membres originaux Jim Cuddy (guitariste/chanteurs), Greg Keelor (guitariste/chanteurs) et Bazil Donovan (bassiste) ainsi que les nouvelles additions Glenn Milchem (batteur) et le multi-instrumentiste Bob Egan.
Le groupe a gagné plusieurs prix de musique canadienne, incluant 7 Prix Juno et 7 Prix SOCAN.

## Historique
Jim Cuddy et Greg Keelor se sont rencontrés à l’école secondaire à Toronto. En 1977, ils forment le groupe aux influences punk, The Hi-Fi’s qui ne connaîtra aucun succès. Le duo se renomme Fly to France et déménage à New York en 1981 dans l’espoir de s'y faire connaître et d'y signer un contrat de musique. Malgré plusieurs changements de style musical sur cette période, ils rentrent bredouilles à Toronto trois ans plus tard. Ils y rencontrent peu après Cleave Anderson et lui proposent de se joindre à leur groupe. Celui-ci accepte et amène aussi son ami Bazil Donovan. Bobby Wiseman se joint ensuite au groupe, celui-ci étant le jeune frère d’un de leur colocataire quand ils étaient à New York. Le groupe s’organise autour d’un style country folk très appuyé sur la guitare à une époque où c’est plutôt la pop et les synthétiseurs qui sont populaires. En 1985, Blue Rodeo joue son premier spectacle au Rivoli à Toronto.
Les années qui suivent, le groupe se donne très fréquemment en concert et commence à se faire un nom dans les bars du quartier Queen Street West à Toronto (notamment à la Horseshoe Tavern), puis dans les circuits de bars dans tous les coins du Canada. Ils finissent par capter l’attention du label "Risque Disque" qui négociera pour eux un contrat de distribution avec Warner Music.
En 1987, Blue Rodeo lance son premier album: Outskirts. Cet album qui mélange country et rock se vendra à plus de 200 000 exemplaires. Il contient notamment la balade Try qui remportera le prix Juno de la meilleure chanson ainsi que du meilleur vidéo de l’année en 1989. L’album est bien reçu par les critiques qui comparent fréquemment Blue Rodeo à un autre groupe folk rock canadien The Band qui connut du succès au début des années 1970.
En 1989, Blue Rodeo lance son second album Diamond Mine. Cet album plus introspectif et complexe est aussi couronné de succès et vaudra à Blue Rodeo le Juno Award du groupe de l’année. L’album est enregistré presque d’un seul trait dans un théâtre vide de Toronto ce qui donne une résonance creuse particulière au son du disque. Les critiques accueillent aussi très bien cet album qui est plus fluide que le premier et qui contient plusieurs passages instrumentaux.
Le 3e album de Blue Rodeo, Casino, contient les chansons Til I Am Myself Again ainsi que Trust Yourself qui obtiendront un certain succès aux États-Unis. Le groupe apparaîtra dans le film Bons Baisers d'Hollywood (Postcards from the Edge) après que le chauffeur de Meryl Streep lui fait écouter leur musique en chemin vers une scène de tournage en Nouvelle-Angleterre. Mais malgré cette visibilité momentanée aux États-Unis, le groupe n’arrivera jamais réellement à percer le marché américain.
Blue Rodeo connaitra son plus grand succès commercial avec son 5e album Five Days in July, lancé en 1993. Cet album, vendu à plus de 600 000 copies, a été enregistré à la ferme de Keelor à Peterborough, en Ontario et le titre fait référence au temps qu’il a fallu pour enregistrer l’album. Il contient les chansons Hasn't Hit Me Yet et 5 Days in May qui apparaîtront tous deux dans le Top-10 au Canada.
Le groupe continuera à enregistrer des albums tout au long des années 1990 et 2000, puis un DVD en 2004. Au total, le groupe a enregistré 12 albums studio, 3 albums concert, une compilation de greatest hits et 5 DVD. Leur plus récent album, The Things We Left Behind, a été lancé en 2009.
Les membres de Blue Rodeo ont beaucoup collaboré avec d’autres artistes canadiens célèbres, dont Sarah McLachlan, The Tragically Hip, Burton Cummings, Great Big Sea, Jann Arden, Crash Vegas et Cowboy Junkies.
Blue Rodeo fait partie de la scène musicale canadienne depuis les 25 dernières années. Leurs albums se sont vendus à plus de 4 millions de copies et ils ont été nommés groupe de l’année 5 fois aux Junos Awards, un record. En 2009, ils ont reçu une étoile sur l'Allée des célébrités canadiennes à Toronto – ils étaient seulement le 5e groupe musical à recevoir cette distinction. En 2012, Blue Rodeo a été intronisé au Panthéon de la musique canadienne durant la remise des prix Juno. Le groupe se distingue notamment par la belle complicité vocale de Cuddy et Keelor ainsi que par la qualité constante de sa musique au fil des ans, ce qui lui vaut sa longévité remarquable.
Selon la critique artistique, "Greg Keelor et Jim Cuddy sont les Lennon et McCartney canadiens : deux chanteurs et musiciens de grand talent qui ont pondu des bijoux de chansons par dizaines et dont la complémentarité fait de Blue Rodeo un groupe d'exception."

## Discographie

### Albums studio
- 1987 : Outskirts
- 1989 : Diamond Mine
- 1990 : Casino
- 1992 : Lost Together
- 1993 : Five Days in July
- 1995 : Nowhere to Here
- 1997 : Tremolo
- 2000 : The Days in Between
- 2002 : Palace of Gold
- 2005 : Are You Ready
- 2007 : Small Miracles
- 2009 : The Things We Left Behind
- 2013 : In Our Nature
- 2014 : A Merrie Christmas To You
- 2016 : 1000 Arms
- 2021 : Many a Mile

### Compilations et albums en public
- 1999 : Just Like a Vacation (Compilation Live)
- 2001 : Greatest Hits Vol. 1 (Compilation)
- 2012 : 1987-1993 (Coffret 8CD inclus les 5 premiers albums + remixes, démos et inédits)
- 2015 : Live at Massey Hall (Concert enregistré à Toronto le 20 février 2014)